# Xã Jackson, Quận Andrew, Missouri
Xã Jackson (tiếng Anh: Jackson Township) là một xã thuộc quận Andrew, tiểu bang Missouri, Hoa Kỳ. Năm 2010, dân số của xã này là 620 người.